# Приз Володимир Олексійович
Приз Володимир Олексійович (нар. 23 серпня 1967) — гірник очисного забою виробничого структурного підрозділу «Шахтоуправління „Павлоградське“» акціонерного товариства «ДТЕК Павлоградвугілля» (Дніпропетровська область), Герой України.

## Нагороди
- Звання Герой України з врученням ордена Держави (22 серпня 2013) — за багаторічну самовіддану шахтарську працю, досягнення визначних виробничих показників, високу професійну майстерність.[1]
- Орден «За заслуги» III ст. (27 серпня 2010) — за вагомий особистий внесок у зміцнення енергетичного потенціалу держави, багаторічну самовіддану шахтарську працю, високий професіоналізм та з нагоди 75-річчя стахановського руху і Дня шахтаря[2]
- Знак «Шахтарська слава» 3-х ступенів
- Знак «Шахтарська доблесть» III ст.